# Siraha District
Siraha District er et af Nepals 75 administrative og politiske regioner, betegnet distrikter (lokalt betegnet district, zilla, jilla el. जिल्ला). Siraha er et distrikt i lavlandet Terai, som ligger i Sagarmatha Zone i Eastern Development Region.
Siraha areal er 1.188 km² og der boede ved folketællingen 2001 i alt 569.880 og i 2007 636.556 og i 2011 637.328 i distriktet. Distriktets politiske organ District Development Committee er sammensat gennem indirekte valg, med repræsentation fra hver af de 9-17 administrative enheder ilakaer, hvert distrikt er opdelt i.
Siraha District er endvidere opdelt i 108 udviklingskommuner (lokalt navn: Gaun Bikas Samiti (G.B.S.) el. Village Development Committee (VDC)), hvoraf byer med over 10.000 indbyggere kategoriseres som købstæder (municipalities).
Siraha District er udviklingsmæssigt – gennem anvendelse af FN og UNDP's Human Development Index – kategoriseret som nr. 51 ud af Nepals 75 distrikter.

## Eksterne links
- Kort over Siraha District
- Siraha District sundhedsprofil – fra FN-Nepal (på engelsk)

26°43′N 86°20′Ø / 26.72°N 86.33°Ø